# 布氏鰻海龍
布氏鰻海龍（学名：Bulbonaricus brucei），为輻鰭魚綱棘背魚目海龍魚科的其中一種，第一次紀錄是在1971年西印度洋非洲的坦尚尼亞，分布於西印度洋區的坦尚尼亞Pangani及Maziwi島海域，棲息深度約1公尺，體長可達4.5公分，棲息在珊瑚礁區，卵胎生。2014年3月在台灣墾丁西半島珊瑚叢中發現，為全球第二次發現，距第一次發現地有數千公里遠。